# Américo Balán
Américo Abraham Balán  (KIev, Ucrania, 1915-Buenos Aires, Argentina; noviembre de 1986) fue un prestigioso artista plástico, pintor, grabador, xilógrafo y dibujante ucraniano que hizo toda su carrera en Argentina.

## Carrera
Nacido en Ur, Ucrania, sus padres emigraron a la Argentina en 1922 debido a las guerras, cuando el artista era muy joven. Posteriormente egresó de la Escuela Superior de Bellas Artes y se licenció como profesor de dibujo y pintura.  Luego, tomó el curso básico de ingeniería durante tres años en la Facultad de Ciencias Exactas de la Universidad de La Plata.
También abordó el mundo de la caricatura y en el teatro, como director, escenógrafo e iluminador. Escribió cuentos y obras de teatro cortas.
Publicó un texto sobre la teoría y la técnica de la xilografía, en la que establece sus enseñanzas y reflexiones sobre el artista y el mundo del arte. Como profesor, ha participado en mesas redondas y presentaciones de artistas. En 1972 publicó el libro Digo, me contradigo y digo: reflexiones sobre los artistas y su arte.
Como artista plástico, pasó por una primera etapa como pintor y grabador. Más tarde, concentró su actividad en la xilografía, una disciplina que cubre la mayor parte de su producción. En sus últimos años, se dedicó al dibujo y la pintura acrílica.
Entre 1947 y 1986 realizó 28 exposiciones individuales, participó en 50 exposiciones colectivas e integró delegaciones argentinas en Bienales Internacionales en México, Tokio, VI Bienal de San Pablo, Suiza (1960), Italia (1969), entre otras.
Trabajó junto a Roberto Páez para diseñar decorativos naipes españoles que debieron confeccionarse en una medida de sesenta centímetros por treinta. Su obra figura en los principales museos del país y del extranjero (Museum of Modern Art de Nueva York; Museo de Arte Moderno de Praga).
Como docente dictó un taller en la Asociación Estímulo de Bellas Artes. Se desempeñó como maestro en la Escuela de Bellas Artes "Manuel Belgrano"  y en la Escuela Nacional de Bellas Artes Prilidiano Pueyrredón, hasta su jubilación.
Muchas de sus obras fueron expuestas en famosos museos y galerías de todo el país como la "Galería Pizarro", el "Museo de Artes Plásticas Eduardo Sívori",
el "Museo de arte moderno, Salón Municipal de Artes Plásticas Manuel Belgrano", el "Museo de Arte Contemporáneo", la "Galería Van Riel", "Galería Bodo" y la  "Escuela Panamericana de Arte". Diez de sus xilografías fueron impresas en el libro Gollerias, de Ramón Gómez de la Serna.

## Obras como artista plástico
- Hombre reclinado (1945),
- Mujer reclinada, xilografía.
- Mujeres al sol,
- Cafecito, grabado.
- Martín Fierro (1972), xilografía
- Las claves mágicas
- Caracol, grabado
- La Pipa, xilografía
- El cuervo del arca, dibujo para un programa emitido por Canal 11.
- Friso, xiolografía.

## Galardones
- Segundo Premio Adquisición por Mujeres al sol.[8]
- Premio en la Exposición Universal de Bruselas
- 2º y 3º Premio del Salón Municipal Manuel Belgrano

## Homenajes
Tiempo después de su muerte se hizo un cortometraje documental realizado por Alberto Worcel. La obra expone el talento creador de Balán para el dibujo, el grabado y la xilografía, su técnica y sus motivos. El rector de la Escuela Superior de Bellas Artes, Alfredo Benavídez Bedoya, recuerda la experiencia del artista en el rol de alumno, y hace una demostración de la técnica de la litografía utilizando un taco de un grabado inédito de Balán. La obra recoge además testimonios de Franz Van Riel (Fundación Artes Visuales), de su esposa Leonor Balán y de Hermenegildo Sabat. El documental se realiza a partir del registro de imágenes de las obras de Balán, su taller y su biblioteca, testimonios y registro de las obras que participaron de la exposición.